# IJzer-57
IJzer-57 of 57Fe is een stabiele isotoop van ijzer, een overgangsmetaal. Het is een van de vier stabiele isotopen van het element, naast ijzer-54, ijzer-56 en ijzer-58. De abundantie op Aarde bedraagt 2,119%.
IJzer-57 ontstaat onder meer bij het radioactief verval van mangaan-57 en kobalt-57.

## Toepassingen
IJzer-57 is een van de weinige isotopen die kan gebruikt worden in de Mössbauerspectroscopie, vanwege de minieme variatie in energie van de nucleaire transitie.
45Fe · 46Fe · 47Fe · 48Fe · 49Fe · 50Fe · 51Fe · 52Fe · 52mFe · 53Fe · 53mFe · 54Fe · 54mFe · 55Fe · 56Fe · 57Fe · 58Fe · 59Fe · 60Fe · 61Fe · 61mFe · 62Fe · 63Fe · 64Fe · 65Fe · 65mFe · 66Fe · 67Fe · 67mFe · 68Fe · 69Fe · 70Fe · 71Fe · 72Fe · 73Fe · 74Fe · 75Fe